# Lista de abreviaturas da Força Aérea Brasileira
Esta página apresenta uma lista de abreviaturas utilizadas pelos membros da Força Aérea Brasileira (FAB).
Cabe ressaltar que muitas das abreviações aqui utilizadas são de uso corriqueiro na aeronáutica em geral, razão por que esta lista pode ser útil a diversas outras pessoas, tais como pilotos civis e entusiastas da aviação.
A primeira entrada de cada letra corresponde à pronúncia dela no alfabeto fonético usado pelos militares. Exemplo: se um militar da FAB necessitar soletrar a palavra "alvo", ele dirá "Alfa Lima Vítor Oscar".
Quando uma abreviação possuir tradução em inglês (ou for originária do idioma inglês), a grafia em língua inglesa será exibida em itálico, logo após o significado em português.
Quando uma abreviação não estiver mais em uso e mesmo assim for listada aqui, será apenas para fins histórico-informativos. Neste caso, isto será indicado pela etiqueta [antigo].

## 0-9
- 0 - Zero
- 1 - Uno
- 1P - Piloto
- 1S[1] - Primeiro-Sargento
- 1T - Primeiro Tenente
- 2 - Dois
- 2P - Copiloto
- 2S[1] - Segundo-Sargento
- 2T - Segundo Tenente
- 3 - Três
- 3S[1] - Terceiro-Sargento
- 4 - Quatro
- 5 - Cinco
- 6 - Meia
- 7 - Sete
- 8 - Oito
- 9 - Nove

Voltar para o topo

## A
- A

1. Alfa[1] (Alpha)
2. Ataque[nota 1]

- A2 - Oficial de Inteligência da Aeronáutica, grau 2
- A3 - Oficial de Inteligência da Aeronáutica, grau 3
- A4 - Oficial de Inteligência da Aeronáutica, grau 4
- A5 - Oficial de Inteligência da Aeronáutica, grau 5
- A6 - Oficial de Inteligência da Aeronáutica, grau 6
- A/A - Ar-Ar (Air-to-Air)
- AAL - Acima do Nível do Aeródromo (Above Aerodrome Level)
- ABM[2] - Través (Abeam)
- ABN - Farol de Aeródromo (Aerodrome Beacon)
- ABT

1. Auto Bomba Tanque
2. A respeito de... (About)

- ABV - Acima de... (Above)
- AC

1. Altocumulus
2. Carta de Aeródromo (Aerodrome Chart)

- ACAS[2][3] - Sistema Anticolisão de Bordo (Airborne Collision Avoidance System)
- ACC[3] - Centro de Controle de Área / Controle de Área (Area Control Centre / Area Control)
- ACL - Ponto de Teste de Altímetro (Altimeter Check Location)
- ACFT[4] - Aeronave (Aircraft)
- ACK - Confirmação de recebimento (Acknowledgement)
- ACN - Número de Classificação de Aeronave (Aircraft Classification Number)
- ACP - Mensagem de Aceitação (Acceptance Message)
- ACPT - Aceitar / Aceito (Accept / Accepted)
- ACT - Ativo / Ativado / Atividade (Active / Activated / Activity)
- AC3 - Agentes Combinados classe 3
- AD[4] - Aeródromo (Aerodrome)
- ADC - Carta de Aeródromo (Aerodrome Chart)
- ADDN - Adição / Adicional (Addition / Additional)
- ADF - Equipamento Radiogoniométrico Automático (Automatic Direction Finder)
- ADIZ - Zona de Identificação de Defesa Aérea (Air Defence Identification Zone)
- ADJ - Adjacente (Adjacent)
- ADS - Vigilância Dependente Automática (Automatic Dependent Surveillance)
- ADVS - Serviço de Assessoramento (Advisory Service)
- ADZ - Aviso (Advice)
- AFA - Academia da Força Aérea
- AFIL[4] - Plano de Voo Apresentado em Voo (Air Filed Flight Plan)
- AFIS - Serviço de Informação de Voo de Aeródromo (Aerodrome Flight Information Service)
- AFM - Sim / Afirmativo / Correto (Yes / Affirmative / Correct)
- AFS - Serviço Fixo Aeronáutico (Aeronautical Fixed Service)
- AFT - Após / Depois de... (After)
- AFTN - Rede de Telecomunicações Fixas Aeronáuticas (Aeronautical Fixed Telecommunication Network)
- A/G - Ar-Terra (Air-to-Ground)
- AGA - Aeródromos, Rotas Aéreas e Auxílios Terrestres (Aerodromes, Air Routes and Ground Aids)
- AGL[4] - Acima do Nível do Solo (Above Ground Level)
- AGN - Novamente / Outra vez (Again)
- AIC[1] - Circular de Informação Aeronáutica (Aeronautical Information Circular)
- AIM - Gerenciamento de Informações Aeronáuticas (Aeronautical Information Management)
- AIP[1][3] - Publicação de Informação Aeronáutica (Aeronautical Information Publication)
- AIRAC - Regulação e Controle de Informação Aeronáutica (Aeronautical Information Regulation and Control)
- AIREP[3] - Aeronotificação (Air Report)
- AIS[1] - Serviço de Informação Aeronáutica (Aeronautical Information Service)
- ALERFA - Fase de Alerta (Alert Phase)
- ALL[4] - Todos / Todas (All)
- ALR - Mensagem de Alerta (Alerting Message)
- ALRS - Serviço de Alerta (Alerting Service)
- ALS - Sistema de Luzes de Aproximação (Approach Light System)
- ALT - Altitude (Altitude)
- ALTN - Alternar / Alternante / Alternativa (Alternate / Alternating / Alternative)
- AMD - Emendar (Amend)
- AMDT - Emenda (Amendment)
- AMS - Serviço Móvel Aeronáutico (Aeronautical Mobile Service)
- AMSL[4] - Acima do Nível Médio do Mar (Above Mean Sea Level)
- AMSS - Serviço Móvel Aeronáutico por Satélite (Aeronautical Mobile Satellite Service)
- ANAC - Agência Nacional de Aviação Civil
- ANV - Aeronave
- AOC - Carta de Obstáculos de Aeródromo (Aerodromo Obstacles Chart)
- AP - Aeroporto (Airport)
- APAPI - Indicador Abreviado de Trajetória de Aproximação de Precisão (Abbreviated Precision Approach Path Indicator)
- APCH - Aproximação / Descida (Aproximação)
- APN - Rampa (Apron)
- APP - Centro de Controle de Aproximação / Controle de Aproximação (Approach Control Centre / Approach Control)
- APR - Abril (April)
- APRX - Aproximado / Aproximadamente (Approximate / Approximately)
- APU - Unidade Auxiliar de Partida (Auxiliary Power Unit)
- APV - Aprovar / Aprova / Aprovado (Approve / Approved)
- AP2 - Ataque Principal classe 2
- ARC - Carta de Área (Area Chart)
- ARFOR - Previsão de Área (Area Forecast)
- ARG - Argila (Argyle)
- ARO - Centro de Notificação dos Serviços de Tráfego Aéreo (Air Traffic Services Reporting Office)
- ARP

1. Ponto de Referência de Aeródromo (Aerodrome Reference Point)
2. Aeronotificação (Air Report)

- ARR[1] - Chegada / Mensagem de Chegada (Arrival / Arrival Message)
- ARS - Aeronotificação Especial (Special Air Report)
- ARST - Equipamento de Parada da Aeronave (Aircraft Arresting Equipment)
- ASC - Subir / Subindo para... (Ascend / Ascending to)
- ASDA - Distância Disponível para Parada de Decolagem (Accelerate-Stop Distance Available)
- ASHTAM - NOTAM de Cinzas Vulcânicas (Ash NOTAM)
- ASPH - Asfalto (Asphalt)
- ASR - Radar de Vigilância de Aeroporto (Airport Surveillance Radar)
- ATC[3] - Controle de Tráfego Aéreo (Air Traffic Control)
- ATFM - Gerência de Fluxo de Tráfego Aéreo (Air Traffic Flow Management)
- ATIS - Serviço Automático de Informação de Terminal (Automatic Terminal Information Service)
- ATM - Gerenciamento de Tráfego Aéreo (Air Traffic Management)
- ATN - Rede de Telecomunicações Aeronáuticas (Aeronautical Telecommunication Network)
- ATS - Serviço de Tráfego Aéreo (Air Traffic Service)
- ATTN - Atenção (Attention)
- ATZ[3] - Circuito de Tráfego de Aeródromo / Zona de Tráfego de Aeródromo (Aerodrome Traffic Zone)
- AUG - Agosto (August)
- AUTH - Autorizado / Autorização (Authorized / Authorization)
- AUX - Auxiliar (Auxiliary)
- AVASIS - Sistema Abreviado de Indicação da Rampa de Aproximação Visual (Abbreviated Visual Approach Slope Indicator System)
- AVBL - Disponível / Praticável (Available)
- AVCA - Auxílio Visual do Comando da Aeronáutica
- AVG - Média (Average)
- AVGAS - Gasolina de Aviação (Aviation Gasoline)
- AWY[3] - Aerovia (Airway)
- AZM - Azimute (Azimuth)

Voltar para o topo

## B
- B

1. Bravo[1] (Bravo)
2. Azul (Blue)

- BCA - Boletim do Comando da Aeronáutica
- BCN - Farol Aeronáutico de Superfície (Beacon)
- BCST - Difusão (Broadcast)
- BDAAE - Brigada de Defesa Antiaérea
- BDRY - Borda(s) / Limite(s) (Boundary / Boundaries)
- BECMG - Tornando-se / Transformando-se (Becoming)
- BFR - Antes / Antes de... (Before)
- BINFA - Batalhão de Infantaria
- BINFAE - Batalhão de Infantaria Especial
- BKN - Muito Nublado (Broken)
- BL - Sopro / Soprar / Soprando (Blow / Blowing)
- BLAER - Banco de Legislação da Aeronáutica
- BLDG - Edificação (Building)
- BLW - Abaixo / Abaixo de... (Below)
- BOL - Boletim
- BOMB - Bombardeio (Bombing)
- BRF - Breve / Curto (Brief)
- BRG - Rumo (Bearing)
- BRKG - Freada (Braking)
- BTN - Entre (Between)

Voltar para o topo

## C
- C[1] - Charlie (Charlie)
- CAAAD - Companhia de Artilharia Antiaérea de Auto Defesa [antigo]
- CAB - Comissão Aeronáutica Brasileira
- CAER - Clube de Aeronáutica
- CAG[1] - Circulação Aérea Geral
- CAN

1. Circulação Aérea Nacional[1]
2. Correio Aéreo Nacional

- CAP - Carta Aeronáutica de Pilotagem
- CAT

1. Categoria[4] (Category)
2. Turbulência em Céu Claro (Clear Air Turbulence)

- CAVOK[4] - Teto e visibilidade OK[nota 2] (Ceiling And Visibility OK)
- CB

1. Cabo[1]
2. Cumulonimbus[4]

- CC - Cirrocumulus[4] (Cirrocumulus)
- CCA - Centro de Computação da Aeronáutica
- CCAM - Centro de Comutação Automática de Mensagens
- CCI - Carro Contraincêndio
- CCV - Carta de Corredores Visuais
- CD - Candela (Candela)
- CDA - Comissão de Desportos da Aeronáutica
- CDN[4] - Mensagem de Coordenação (Coordination Message)
- CECAT - Centro de Catalogação da Aeronáutica
- CELOG - Centro Logístico da Aeronáutica
- CENDOC - Centro de Documentação e Histórico da Aeronáutica
- CF - Mude a Frequência para...
- CFM - Comfirme / Confirmo
- CGL - Luz(es) de Orientação para Circular (Circling Guidance Lights)
- CGN - Centro Geral de NOTAM
- CGNA - Centro de Gerenciamento da Navegação Aérea
- CH - Canal (Channel)
- CHG - Mensagem de Modificação
- CI - Cirrus (Cirrus)
- CIAAR - Centro de Instrução e Adaptação da Aeronáutica
- CIA CI - Companhia Contraincêndio
- CIAP - Carta Imagem Aeronáutica de Pilotagem
- CIDIN - Rede Comum de Intercâmbio de Dados da OACI (Common ICAO Data Interchange Network)
- CIN - Cinza
- CINAM - Carta Imagem de Navegação Aérea para Uso Militar
- CINAV - Carta Imagem de Navegação Aérea Visual
- CINDACTA[3] - Centro Integrado de Defesa Aérea e Controle de Tráfego Aéreo
- CINFA - Companhia de Infantaria
- CIRAIS - Circular Normativa de Informações Aeronáuticas
- CIRCEA[5] - Circular Normativa de Controle do Espaço Aéreo
- CIREEL[5] - Circular Normativa de Engenharia Elétrica
- CIREIF[5] - Circular Normativa de Engenharia de Informática
- CIRINV - Circular Normativa de Inspeção em Voo
- CIRMAT[5] - Circular Normativa de Material
- CIRMET - Circular Normativa de Meteorologia
- CIRPAT[5] - Circular Normativa de Patrimônio
- CIRPV[5] - Circular Normativa de Proteção em Voo
- CIRSAR - Circular Normativa de Busca e Salvamento
- CIRTEL[5] - Circular Normativa da Divisão de Telecomunicações
- CIRTRAF[5] - Circular Normativa da Divisão de Tráfego Aéreo
- CISCEA - Comissão de Implantação do Sistema de Controle do Espaço Aéreo
- CIV - Civil (Civilian)
- CK - Verificar / Verificação (Check)
- CL - Linha de Eixo Central de Pista (Centerline)
- CLA

1. Formação de Gelo Cristalino (Clear Ice)
2. Centro de Lançamento de Alcântara

- CLBR - Calibragem / Calibração (Calibration)
- CLD - Nuvem (Cloud)
- CLG - Chamando (Calling)
- CLR - Autorizar / Autorizado / Autorização (Clear / Cleared / Clearance)
- CLRD - Autorização de Tráfego (Clearance Delivery)
- CLSD - Fechar / Fechado / Fechando (Close / Closed / Closing)
- CM - Centímetro (Centimeter)
- CMA - Centro Meteorológico de Aeródromo
- CMTE - Comandante
- CMB

1. Suba (Climb)
2. Combustível

- CMM - Centro Meteorológico Militar
- CMPL - Finalização / Completado / Completo / Completar (Completion / Completed / Complete)
- CMTE - Comandante
- CNAM - Carta de Navegação Aérea para Uso Militar
- CNAV - Carta de Navegação Aérea Visual
- CNL

1. Cancelar / Cancelado
2. Mensagem de Cancelamento

- CNMA - Centro Nacional de Meteorologia Aeronáutica
- CNS - Comunicação, Navegação e Vigiância (Communication, Navigation and Surveillance)
- COJAER - Consultoria Jurídica Adjunta do Comando da Aeronáutica
- COM

1. Comunicações / Telecomunicações
2. Circulação Operacional Militar[1]

- COMAER[1] - Comando da Aeronáutica
- COMAR[1] - Comando Aéreo Regional
- COMARA - Comissão de Aeroportos da Região Amazônica
- COMDA - Comando de Defesa Aérea
- COMDABRA[1] - Comando de Defesa Aeroespacial Brasileiro
- COMGAP - Comando-Geral de Apoio
- COMGAR - Comando-Geral de Operações Aéreas[nota 3]
- COMGEP - Comando-Geral do Pessoal
- COMP - Construção Composta
- CONC - Concreto (Cooncrete)
- COND - Condição (Condition)
- CONFAC - Controle e Fiscalização da Aviação Civil
- CONS - Contínuo (Continuous)
- CONST - Construção / Construído (Construction / Constructed)
- CONT - Continuar / Continuado (Continue / Continued)
- COOR[4] - Coordenar / Coordenação (Coordinate / Coordination)
- COORD[4] - Coordenadas (Coordinates)
- COP - Ponto de Troca (Change-Over Point)
- COpM[3] - Centro de Operações Militares
- COR - Corrigir / Correção / Corrigido (Correct / Correction / Corrected)
- COT - Na Costa
- COV - Cobrir / Coberto / Cobrindo (Cover / Covered / Covering)
- CP - Carta de Pouso
- CPA - Camada Porosa de Atrito
- CPDLC - Comunicações por Ligação de Dados Controlador-Piloto (Controller-Pilot Data Link Communications)
- CPL - Mensagem de Plano de Voo em Vigor (Current Flight Plan Message)
- CPOR - Carta dos Padrões de Orientação Radar
- CRM - Modelo de Risco de Colisão (Collision Risk Model)
- CRN[3] - Centro Regional de NOTAM
- CRS - Carro de Resgate e Salvamento
- CRZ - Cruzeiro (Cruise)
- CS

1. Cirrostratus (Cirrostratus)
2. Estação de Comunicação (Communication Station)

- CTA

1. Área de Controle[3] (Control Area)
2. Centro Tecnológico da Aeronáutica [antigo]
3. Controle de Tráfego Aéreo[nota 4]

- CTAM - Subir até... e manter (Climb To... And Maintain)
- CTC - Contato / Comunique-se (Contact)
- CTL - Controle (Control)
- CTN - Cuidado (Caution)
- CTR[1][3] - Zona de Controle (Control Zone)
- CU - Cumulus (Cumulus)
- CUF - Cumuliforme (Cumuliform)
- CUST - Alfândega (Customs)
- CV - Civil
- CVR - Gravador de Voz de Cabine (Cabin Voice Recorder)
- CW - Onda Contínua (Continuous Wave)
- CWY - Zona Livre de Obstáculos (Clearway)

Voltar para o topo

## D
- D[1] - Delta (Delta)
- DAC - Departamento de Aviação Civil [antigo]
- DACTA - Defesa Aérea e Controle de Tráfego Aéreo
- DCA[5] - Diretriz do Comando da Aeronáutica
- DCTA - Departamento de Ciência e Tecnologia Aeroespacial (antigo CTA)
- DECEA[3] - Departamento de Controle do Espaço Aéreo
- DIRENSDEPENS - DiretoriaDepartamento de Ensino da Aeronáutica (Antigo DEPENS)
- DES[3] - Descendo / Desça
- DIRAP - Diretoria de Administração do Pessoal
- DIRENG - Diretoria de Engenharia da Aeronáutica
- DIRINT - Diretoria de Intendência
- DIRMAB - Diretoria de Material Aeronáutico e Bélico
- DIRSA - Diretoria de Saúde da Aeronáutica
- DME[1] - Equipamento de Medida/Medição de Distância (Distance Measuring Equipment)
- DOM[1] - Distintivo de Organização Militar
- DTCEA - Destacamento de Controle do Espaço Aéreo

Voltar para o topo

## E
- E[1] - Echo (Echo)
- EAC - Espaço Aéreo Condicionado
- EAM - Equipamento de Apoio à Manutenção
- EAS[1] - Equipamento de Apoio de Solo
- EAS - Esquadrão Aeroterrestre de Salvamento
- EDA[1] - Esquadrão de Demonstração Aérea
- EEAR - Escola de Especialistas de Aeronáutica
- EMAER[1] - Estado-Maior da Aeronáutica
- EMB[1] - Esquadrão de Material Bélico
- EMP - Equipamento de Medida de Precisão
- EPCAR - Escola Preparatória de Cadetes do Ar
- ES - Esquadrão de Saúde
- ESM - Esquadrão de Suprimento e Manutenção
- ETA[1] - Esquadrão de Transporte Aéreo

Voltar para o topo

## F
- F[1] - Foxtrot (Foxtrot)
- FAB[1] - Força Aérea Brasileira
- FALERT[6] - Forças em Alerta
- FAYS - Fazenda da Aeronáutica de Pirassununga
- FCA

1. Frequência de Coordenação entre Aeronaves (123,45Mhz)
2. Folheto do Comando da Aeronáutica[5]

- FL[3] - Nível de Voo (Flight Level)
- FMA[5] - Folheto do Ministério da Aeronáutica
- FOD[1] - Danos por Objetos Estranhos (Foreign Object Damage)
- FT - Pé / Pés (Foot / Feet)
- FUC - Ferramenta de Uso Comum

Voltar para o topo

## G
- G[1] - Golf (Golf)
- GABAER - Gabinete do Comandante da Aeronáutica
- GAV - Grupamento de Aviação
- GAVCA[1] - Grupo de Aviação de Caça
- GDAAE - Grupo de Defesa Antiaérea

Voltar para o topo

## H
- H[1] - Hotel (Hotel)
- HAAF - Hospital de Aeronáutica dos Afonsos
- HFASP - Hospital de Força Aérea de São Paulo
- HCA - Hospital Central da Aeronáutica
- HFAG - Hospital de Força Aérea do Galeão

Voltar para o topo

## I
- I[1] - Índia (India)
- IAC

1. Carta de Aproximação por Instrumentos[3] (Instrument Approach Chart)
2. Instituto de Aviação Civil[1]
3. Instrução de Aviação Civil

- ICA

1. Instituto de Cartografia da Aeronáutica
2. Instrução do Comando da Aeronáutica[5]

- ICEA[1] - Instituto de Controle do Espaço Aéreo
- IECEA[5] - Impresso Especial de Controle do Espaço Aéreo
- IEPV[5] - Impresso Especial de Proteção ao Voo
- IFI - Instituto de Fomento e Coordenação Industrial
- IFR[1][3] - Regras de voo por instrumentos (Instrument Flight Rules)
- ILA - Instituto de Logística da Aeronáutica
- ILS[3] - Sistema de pouso por instrumentos (Instrument Landing System)
- IMA[5] - Instrução do Ministério da Aeronáutica [antigo]
- IMC - Condições Meteorológicas de Voo por Instrumentos (Instrument Meteorological Conditions)
- IPA - Instituto de Psicologia da Aeronáutica
- IPB - Árvore Ilustrada de Peças (Illustrated Parts Breakdown)
- IPC - Catálogo Ilustrado de Peças (Illustrated Parts Catalogue)
- ITA - Instituto Tecnológico de Aeronáutica

Voltar para o topo

## J
- J[1] - Juliet (Juliett)
- JJAer - Junta de Julgamento da Aeronáutica

Voltar para o topo

## K
- K[1] - Kilo (Kilo)
- Kt[1] - Nó (Knot)

Voltar para o topo

## L
- L[1] - Lima (Lima)
- LCC - Laboratório Central de Calibração
- LGE - Líquido Gerador de Espuma
- LRC - Laboratório Regional de Calibração
- LSC - Laboratório Setorial de Calibração

Voltar para o topo

## M
- M[1] - Mike (Mike)
- MACAR[5] - Manual de Cartas Aeronáuticas
- MAER - Ministério da Aeronáutica [antigo]
- MANINV-BRASIL[5] - Manual Brasileiro de Inspeção em Voo
- MCA[5] - Manual do Comando da Aeronáutica
- MD - Ministério da Defesa
- MIL[1] - Militar
- MLS[3] - Sistema de pouso por micro-ondas (Microwave Landing System)
- MMA - Manual do Ministério da Aeronáutica [antigo]
- MROTAER[5] - Manual de Confecção do ROTAER
- MSL[1][4] - Nível Médio do Mar (Mean Sea Level)

Voltar para o topo

## N
- N[1] - November (November)
- NDB[3] - Radiofarol não-direcional (Non-Directional Beacon)
- NIL - Nada / Nenhum
- NOF - Centro Internacional de NOTAM (International NOTAM Office)
- NOTAM[1] - Aviso aos Aeronavegantes (Notice to Airmen)
- NPA

1. Norma Padrão de Ação
2. Aproximação de Não-Precisão[3] (Non-Precision Approach)

- NSCA[5] - Norma de Sistema do Comando da Aeronáutica
- NSMA - Norma de Sistema do Ministério da Aeronáutica [antigo]
- NSN - Número de Estoque da OTAN (NATO Stock Number)
- NTS - Norma Técnica de Sistema

Voltar para o topo

## O
- O[1] - Oscar (Oscar)
- OCA

1. Olimpíadas do Comando da Aeronáutica
2. Ordem do Comando da Aeronáutica

- OCOAM[1] - Órgão de Controle de Operações Aéreas Militares
- OCSISCON - Órgão Central do SISCON
- OD[1] - Oficial de Dia
- OM[1] - Organização Militar
- OMD - Organização Militar Detentora
- OPO - Oficial de Prontidão Operacional
- OT[1] - Ordem Técnica

Voltar para o topo

## P
- P[1] - Papa (Papa)
- PA - Polícia da Aeronáutica
- PAMA - Parque de Material Aeronáutico
- PAMAAF - Parque de Material Aeronáutico dos Afonsos
- PAMAGL - Parque de Material Aeronáutico do Galeão
- PAMALS - Parque de Material Aeronáutico de Lagoa Santa
- PAMARF - Parque de Material Aeronáutico de Recife
- PAMASP - Parque de Material Aeronáutico de São Paulo
- PAMB - Parque de Material Bélico
- PAME - Parque de Material de Eletrônica
- PAPI[3] - Indicador de Trajetória de Aproximação de Precisão ( Precision Approach Path Indicator )
- PCA[5] - Plano do Comando da Aeronáutica
- PCG - Pelotão de Cães de Guerra
- PCI - Pelotão Contraincêndio
- PCIA - Plano de Contraincêndio de Aeródromo
- PCIE - Plano de Contraincêndio em Edificações
- PERM[4] - Permanente
- PINFA - Pelotão de Infantaria
- PLN[4] - Plano de Voo
- PN

1. Part Number[1] - Número de Peça (em logística)
2. PRENOTAM - Documento para elaboração de NOTAM

- PORT[5] - Portaria
- PPE - Pelotão de Pronto Emprego
- PPT - Pelotão de Petrechos
- PQ - Pó Químico
- PQD[1] - Paraquedas / Paraquedista / Paraquedismo
- PQDT[1] - Paraquedista
- PRI[4] - Primário (Primary)
- PROINV[5] - Programa Anual de Inspeção em Voo
- PSR[3] - Radar Primário de Vigilância (Primary Surveillance Radar)
- PVC[4] - Plano de Voo Completo
- PVS[4] - Plano de Voo Simplificado

Voltar para o topo

## Q
- Q[1] - Quebec (Quebec)
- QFE[3] -Ajuste a Zero
- QNE[3] - Altitude de Pressão Padrão (1013,2 hPa)
- QNH[3] - Ajuste de Altímetro
- Códigos Q

Voltar para o topo

## R
- R[1] - Romeo (Romeo)
- RA - Chuva (Rain)
- RAB - Registro Aeronáutico Brasileiro
- RAC - Regras do Ar e Serviços de Tráfego Aéreo (Rules of the Air and Air Traffic Control Services)
- RAG[4] - Dispositivo de Parada na Pista (Runway Arresting Gear)
- RAI - Indicador de Alinhamento da Pista (Runway Alignment Indicator)
- RASC - Centro Regional de Sistema AIS (Regional AIS System Centre)
- RB - Lancha de Salvamento (Rescue Boat)
- RBHA - Regulamento Brasileiro de Homologação Aeronáutica
- RCA[5] - Regulamento do Comando da Aeronáutica
- RCC[1] - Centro de Coordenação de Salvamento (Rescue Coordination Centre)
- RCF - Mensagem de Falha de Comunicações (Radio Communication Failure)
- RCH - Atingir / Atingido / Atingindo (Reach / Reached / Reaching)
- RCL - Eixo de Pista (Runway Centerline)
- RCLL - Luzes de Eixo de Pista (Runway Centerline Lights)
- RDL - Radial (Radial)
- RDO - Rádio (Radio)
- RDODIF - Radiodifusora
- RDONAV - Radionavegação
- REA[4] - Rota Especial de Aeronaves
- REAST[7] - Rota Especial de Aeronaves sem Transponder
- REC - Receber / Receptor (Receive / Receiver)
- REDEMET - Rede de Dados Meteorológicos
- REDL - Luzes Laterais de Pista (Runway Edge lights)
- REF - Referente a... / Consulte a... (Referring to... / Refer to...)
- REG - Registro ou Matrícula (de aeronave) (Registration)
- REH[4] - Rota Especial de Helicópteros
- RENL - Luzes de Final de Pista (Runway End Lights)
- REP - Ponto de Notificação / Notificar / Notificando (Reporting Point / Report / Reporting)
- REQ - Solicitar / Solicitado (Request / Requested)
- REUL - Rota Especial de Ultraleves [antigo]
- RICA[5] - Regimento Interno do Comando da Aeronáutica
- RIMA - Regimento Interno do Ministério da Aeronáutica [antigo]
- RFC - Coeficiente de Atrito da Pista (Runway Friction Calibration)
- RFFS - Serviço de Salvamento e Combate a Incêndio (Rescue and Fire Fighting Service)
- RG - Luzes de Alinhamento (Range Lights)
- RGC - Centro Geral de Coordenação de Salvamento (Rescue General Coordination Centre)
- RHC - Circuito do Lado Direito (Right-Hand Circuit)
- RLLS - Sistema de Iluminação de Orientação para a Pista (Runway Lead-in Lighting System)
- RLNA - Nível Solicitado Não Disponível (Requested Level Not Available)
- RMA - Regulamento do Ministério da Aeronáutica [antigo]
- RMK - Observação (Remark)
- RNAV - Navegação de Área (Area Navigation)
- RNP - Performance Exigida de Navegação (Required Navigation Performance)
- ROBEX - Sistema Regional de Intercâmbio de Boletim OPMET (Regional OPMET Bulletin Exchange Scheme)
- ROC - Razão de Subida (Rate of Climb)
- ROCA[5] - Regulamento de Organização do Comando da Aeronáutica
- ROTAER[4] - Publicação Auxiliar de Rotas Aéreas
- ROD - Razão de Descida (Rate of Descent)
- ROFOR - Previsão de Rota (Route Forecast)
- RON - Só recebendo (Receiving Only)
- ROS - Mensagem de Solicitação de Plano de Voo Suplementar (Request Of Supplementary Flight Plan Message)
- RPI - Indicador de Posição de Radar (Radar Position Indicator)
- RPL - Plano de Voo Repetitivo (Repetitive Flight Plan)
- RPLC - Substituir / Substituído (Replace / Replaced)
- RPS - Símbolo de Posição Radar (Radar Position Symbol)
- RPT - Repita (Repeat)
- RQ - Indicação de Solicitação (Request Indication)
- RQMNTS - Exigências (Requirements)
- RQP - Mensagem de Solicitação de Plano de Voo (Request Flight Plan)
- RQS - Solicitação de Plano de Voo Suplementar (Request of Supplementary Flight Plan)
- RSC - Subcentro de Salvamento (Rescue Sub-Centre)
- RSCD - Estado da Superfície da Pista (Runway Surface Condition)
- RSP - Radiofarol Respondedor (Responder Beacon)
- RSR - Radar de Vigilância em Rota (En-Route Surveillance Radar)
- RTE - Rota (Route)
- RTF - Radiotelefone (Radiotelephone)
- RTG - Radiotelégrafo (Radiotelegraph)
- RTHL - Luz de Cabeceira de Pista (Runway Treshold Light)
- RTLI[5] - Requisitos Técnicos, Logísticos e Industriais
- RTN - Regressar / Regressado / Regressando (Return / Returned / Returning)
- RTO - Restrito(a) (Restricted)
- RTODAH - Distância de Decolagem Interrompida Utilizável para Helicóptero (Rejected Take-Off Distance Available to Helicopter)
- RTS - Novamente em Serviço (Return To Service)
- RTT - Radioteletipo (Radioteletypewriter)
- RTZL - Luz de Zona de Toque (Runway Touchdown Zone Lights)
- RUT - Frequências Padrão de Transmissão em Rota Regional (Standard Regional Route Transmiting Frequencies)
- RV - Barco de Salvamento (Rescue Vessel)
- RVR[1] - Alcance Visual da Pista (Runway Visual Range)
- RVSM[3] - Separação Vertical Mínima Reduzida (Reduced Vertical Separation Minimum)
- RWY[1] - Pista (Runway)

Voltar para o topo

## S
- S[1] - Sierra (Sierra)
- S1[1] - Soldado-de-Primeira-Classe
- S2[1] - Soldado-de-Segunda-Classe
- SAR[1] - Busca e Salvamento (Search and Rescue)
- SAUTI - Serviço de Atendimento aos Usuários da Tecnologia da Informação
- SBD - Espaço Aéreo Perigoso (S = South America / B = Brazil / D = Dangerous)
- SBP - Espaço Aéreo Proibido (S = South America / B = Brazil / P = Prohibited)
- SBR - Espaço Aéreo Restrito (S = South America / B = Brazil / R = Restricted)
- SCI

1. Sistema de Controle de Inoperâncias
2. Seção de Contraincêndio

- SDP - Subdiretoria de Patrimônio
- SDPP - Subdiretoria de Pagamento de Pessoal
- SESCINC - Serviço de Salvamento e Combate a Incêndio
- SFC[4] - Superfície (Surface)
- Sgt[1] - Sargento
- SIAFI - Sistema Integrado de Administração Financeira
- SID[3] - Saída Padrão por Instrumentos (Standard Instrument Departure)
- SIGADAER - Sistema Informatizado de Gestão Arquivística de Documentos da Aeronáutica
- SIGPES - Sistema de Gerenciamento de Pessoal
- SILOMS - Sistema Integrado de Logística de Materiais e Serviços
- SIPAM - Sistema de Proteção da Amazônia
- SISALMOX - Sistema de Almoxarifado
- SISBOL - Sistema de Boletim [antigo]
- SISCEAB - Sistema de Controle do Espaço Aéreo Brasileiro
- SISCOMBLUB - Sistema de Combustíveis e Lubrificantes [antigo]
- SISCON - Sistema de Contraincêndio
- SISDABRA - Sistema de Defesa Aeroespacial Brasileiro
- SISMAB - Sistema de Material Aeronáutico e Bélico
- SISMETRA - Sistema de Metrologia da Aeronáutica
- SISPAT - Sistema de Patrimônio
- SIVAM - Sistema de Vigilância da Amazônia
- SMB - Seção de Material Bélico
- SO[1] - Suboficial
- SPV - Sistema de Proteção ao Voo
- SRPV - Serviço Regional de Proteção ao Voo
- SRY[4] - Secundário (Secondary)
- SSG - Subseção de Serviço Gerais
- SSR[3] - Radar Secundário de Vigilância (Secondary Surveillance Radar)
- STOL[1] - Decolagem e pouso curtos (Short Take-Off and Landing)
- SUP

1. Suplemento (publicação impressa)
2. Suprimento

- SV - Serviço

Voltar para o topo

## T
- T[1] - Tango (Tango)
- T1[1] - Taifeiro-de-Primeira-Classe
- T2[1] - Taifeiro-de-Segunda-Classe
- TAS[3] - Velocidade Verdadeira do Ar (True Air Speed)
- TCA[5] - Tabela do Comando da Aeronáutica
- TM[1] - Taifeiro-Mor
- TMA

1. Tabela do Ministério da Aeronáutica [antigo]
2. Área de Controle Terminal[3] (Terminal Management Area)

- TO - O mesmo que Ordem Técnica (OT) (Technical Order)
- TWR[3] - Torre de Controle (Tower)
- TWY[1] - Pista de táxi (Taxyway)

Voltar para o topo

## U
- U

1. Uniform[1] (Uniform)
2. Em aumento (Upward)

- UAB - Até ser Avisado Por... (Until Advised By...)
- UAC - Centro de Controle de Área do Espaço Aéreo Superior (Upper Area Control Centre)
- UAR - Rota Aérea do Espaço Aéreo Superior (Upper Air Route)
- UDF - Estação Radiogoniométrica de Ultra-Alta Frequência (UHF Direction-Finding Station)
- UFN - Até Novo Aviso (Until Further Notice)
- UFT - Unidade de Força Terrestre
- UHDT - Impossível Subir Devido ao Tráfego (Unable Higher Due Traffic)
- UHF[1] - Frequência Ultra-Alta (Ultrahigh Frequency)
- UIC - Centro de Informação de Voo no Espaço Aéreo Superior (Upper Information Centre)
- UIR - Região Superior de Informação de Voo (Upper Information Region)
- ULR - Raio de Ação Ultralongo (Ultralong Radius)
- UNA - Impossível / Incapaz (Unable)
- UNAP - Impossível / Incapaz de Aprovar (Unable to Approve)
- UNIFA - Universidade da Força Aérea
- UNL - Ilimitado (Unlimited)
- UNREL - Inseguro / Não Confiável (Unreliable)
- UOP - Unidado Operadora
- URA - Unidade Rebocadora de Aeronaves
- U/S - Não Utilizável / Fora de Serviço (Unserviceable)
- USB - Banda Lateral Superior (Upper Sideband)
- UTA[3] - Área Superior de Tráfego (Upper Traffic Area)
- UTC[1][3] - Tempo Universal Coordenado (Coordinated Universal Time)

Voltar para o topo

## V
- V

1. Victor[1] (Victor)
2. Frequência de Emergência em VHF (121.5MHz)

- VA - Cinza Vulcânica (Volcanic Ash)
- VAC - Carta de Aproximação Visual (Visual Approach Chart)
- VAAC - Centro de Avisos de Cinzas Vulcânicas (Volcanic Ash Advisory Centre)
- VAL - Carta de Aproximação e Pouso Visual (Visual Approach and Landing Chart) [antigo]]
- VAN - Viatura de Controle de Pista (Runway Control Van)
- VAPI - Indicador Visual de Trajetória de Aproximação (Visual Approach Path Indicator)
- VAR - Radiofarol Direcional Audiovisual (Visual Aural Radio Range)
- VASIS[3] - Sistema Indicador de Rampa de Aproximação Visual (Visual Approach Slope Indicator System)
- VCY - Vizinhança / Imediações (Vicinity)
- VDF - Estação Radiogoniométrica de Frequência Muito Alta (VHF Direction-Finding Station)
- VE - Exceto Visual (Visual Exempted)
- VER - Vertical (Vertical)
- VFR[1][3] - Regras de Voo Visual (Visual Flight Rules)
- VHF[1] - Frequência Muito Alta (Very High Frequency)
- VIM - Vocabulário Internacional de Metrologia.
- VIP - Pessoa Muito Importante (Very Important Person)
- VIS - Visibilidade (Visibility)
- VLF - Frequência Muito Baixa (Very Low Frequency)
- VLR - Alcance Muito Longo (Very Long Range)
- VMC[3][4] - Condições Meteorológicas de Voo Visual (Visual Meteorological Conditions)
- VOLMET - Informação Meteorológica para Aeronave em Voo
- VOR[3] - Radiofarol Omnidirecional em VHF (VHF Omnidirectional Radio Range)
- VORTAC - VOR e TACAN Combinados (VOR and TACAN Combination)
- VOT - Equipamento de Teste de VOR a Bordo (VOR Airbone Equipment Test Facility)
- VRB - Variável (Variable)
- VSA - Por Referência Visual ao Solo (By Visual Reference to the Ground)
- VSP - Velocidade Vertical (Vertical Speed)
- VTOL[1] - Decolagem e pouso verticais (Vertical Take-Off and Landing)
- VWS - Cortante Vertical do Vento (Vertical Wind Shear)

Voltar para o topo

## W
- W

1. Branco[4]
2. Longitude oeste[4]
3. Oeste[4]
4. Whiskey[1] (Whiskey)

- WAC[4] - Carta Aeronáutica Mundial (World Aeronautical Chart)
- WDI[4] - Indicador de direção do vento (Wind direction indicator)
- WIP[4] - Obras em andamento (Work In Progress)
- WRNG[4] - Aviso / Alerta (Warning)

Voltar para o topo

## X
1. X-Ray[1] (X-Ray)
2. Cruzar[4]

Voltar para o topo

## Y
- Y

1. Yankee[1][4] (Yankee)
2. Amarelo[4] (Yellow)

Voltar para o topo
- YS - Pirassununga

## Z
- Z

1. Zulu[1] - Zulu (Zulu)
2. Hora Zulu

- ZPA - Zona de Proteção de Aeródromo
- ZPH - Zona de Pouso de Helicóptero

Voltar para o topo

## Ligações Externas
- AISWEB (seção de abreviaturas)